# Victoria Wolff
Victoria Wolff (Heilbronn, 10 december 1903 - Los Angeles, 16 september 1992) (eigen naam Gertrude Victor) was een van oorsprong Duitse schrijfster van romans en filmscenario's (voor 20th Century Fox en MGM). 

## Leven en werk
Gertrude Victor (Victoria Wolff) groeide op in Heilbronn als dochter van een Joodse leerfabrikant. Daar behaalde ze als eerste meisje aan het atheneum haar diploma. In de jaren twintig begon ze te werken als journaliste voor de lokale krant, de Neckar-Zeitung. Later volgden de Frankfurter Zeitung, de Kölnische Zeitung, het Stuttgarter Neue Tagblatt en Die Dame. Veel later schreef ze korte verhalen voor de Süddeutscher Rundfunk, een Duits radio- en televisiestation dat het noordelijk deel van Baden-Württemberg bestreek.
In 1932 verscheen haar eerste roman Eine Frau wie du und ich. Ze was ondertussen met de textielfabrikant Dr. Alfred Max Wolf getrouwd en had twee kinderen. Als gevolg van het publicatieverbod dat Adolf Hitler had ingevoerd emigreerde ze op 1 april 1933 met haar kinderen, maar zonder haar man, naar Ascona in Tessin, gelegen in het Italiaanssprekende deel van Zwitserland. Dit zou het gebruik van Italiaanse woorden in Das weiße Abendkleid verklaren. Hier leerde Wolff andere schrijvers, acteurs en actrices kennen, onder wie Tilla Durieux, Leonhard Frank, Erich Maria Remarque en Ignazio Silone. Zij wakkerden haar literaire productiviteit aan. 
Wolff schreef zestien romans, waaronder haar belangrijkste, Gast in der Heimat, die in 1935 uitkwam in Amsterdam bij Em. Querido's Uitgeverij, toevluchtsoord voor Duitse Exilliteratuur. In deze autobiografisch gekleurde roman beschreef ze het oprukken van het nationaalsocialisme in een dorpje in Zuid-Duitsland en haar emigratie naar Zwitserland. Het boek kwam kort na publicatie in 1935 daarna op de zwarte lijst van de nazi’s te staan. Ondanks een publicatieverbod bleef ze haar werk publiceren in de Zwitserse pers, deels anoniem, deels onder pseudoniem. In 1939 werd ze uitgewezen, maar ze slaagde erin met haar kinderen via Nice en Lissabon in 1941 naar de Verenigde Staten te emigreren. In 1945 scheidde ze van Dr. Alfred Wolf, waarna ze in 1949 met de Berlijnse arts Dr. Erich Wolff trouwde. Hij zou gezegd hebben: Na mij kun je met niemand meer trouwen, want er bestaat geen Wolf met drie f-en!
Tussen 1949 en 1985 was Victoria vaak in Heilbronn op bezoek. Het atheneum waar ze als eerste meisje haar diploma behaalde, werd het Robert-Mayer-Gymnasium en reikt sinds 2002 de Victoria Wolff-prijs uit voor bewonderenswaardige prestaties op het vlak van kunst, muziek, literatuur en theater. De dochter van Victoria Wolff, Julie Amador, was in 2002 in Heilbronn te gast toen de prijs voor het eerst werd uitgereikt.

## Werkenlijst
- Eine Frau wie du und ich. Roman der Liebe um George Sand. Reissner, Dresden 1932.
- Eine Frau hat Mut. Roman. Zsolnay, Wien 1933.
- Mädchen wohin? Roman. Zsolnay, Wien 1933.
- Die Welt ist blau. Ein Sommer-Roman aus Ascona. Bibliothek zeitgenössischer Werke, Zürich 1934.
- Gast in der Heimat. Roman. Querido, Amsterdam 1935
- Glück ist eine Eigenschaft. Roman (onder pseudoniem Ellinor Colling). Verbano, Locarno 1937.
- Drei Tage. Roman. Humanitas, Zürich 1937.
- König im Tal der Könige. Roman. Alemann, Buenos Aires 1945.
- Das weiße Abendkleid. Roman. Scheffler, Frankfurt am Main 1951.
- Keine Zeit für Tränen. Roman (onder pseudoniem Claudia Martell). Schneekluth, Darmstadt 1954.
- Stadt ohne Unschuld. Roman. Schneekluth, Darmstadt 1956.
- Bräute für Amerika. Roman. Heyne, München 1962.
- Ein anderer Mann. Roman. Hestia, Bayreuth 1962.
- Mutter und Tochter. Roman. Deutsche Buch-Gemeinschaft, Berlin 1964.
- Lügen haben lange Beine. Roman. Droemer Knaur, München 1964.
- Liebe auf Kap Kennedy. Roman. Lichtenberg, München 1970.